# أنا إيفان وأنت أبراهام
أنا إيفان وأنت أبراهام (بالفرنسية: Moi Ivan, toi Abraham) (بالبيلاروسية: Я — Іван, ты — Абрам) هو فيلم فرنسي بيلاروسي، صدر عام 1993 من تأليف وإخراج يولاند زوبرمان. 
حصل الفيلم على جائزة الشباب (للفيلم الفرنسي) في مهرجان كان السينمائي عام 1993، وجائزة القديس جورج الذهبي في مهرجان موسكو السينمائي الدولي الثامن عشر،  وكان مقدمًا من بيلاروسيا للحصول على جائزة أفضل فيلم أجنبي في حفل توزيع جوائز الأوسكار السابع والستين. وعُرض الفيلم أيضًا في عام 1993 في مهرجان وارسو السينمائي الدولي التاسع وفي مهرجان القدس السينمائي العاشر.

## القصة
في بولندا في الثلاثينيات من القرن الماضي، ذهب الصبي المسيحي إيفان للعيش مع عائلة يهودية لتعلم التجارة. أصبح صديقًا لأبراهام، ابن العائلة. ومع ذلك، فإن معاداة السامية منتشرة في بيئتهم، وهم يفرون هربًا من صراع قادم. يسافرون معًا، ويظلون على صداقتهم القوية.

## الممثلون
- روما الكسندروفيتش - أبراهام
- ألكسندر ياكوفليف - إيفان
- فلاديمير مشكوف - آرون
- ماريا ليبكينا - راشيل
- هيلين لابيور - ريزيل
- الكسندر كالياجين - مردوش
- رولان بيكوف - نحمان
- زينوفي غيردت - زلمان
- دانيال أولبريشكي - ستيبان

## روابط خارجية
- Me Ivan, You Abraham  في قاعدة بيانات الأفلام على الإنترنت (بالإنجليزية)
- Me Ivan, You Abraham at the 9th Warsaw International Film Festival of 1993.